# Поливанов, Михаил Константинович (физик)
Михаи́л Константи́нович Полива́нов (19 сентября 1930, Москва — 23 января 1992, Москва) — советский и российский физик-теоретик, специалист в области квантовой теории поля и теории дисперсионных соотношений, заведующий отделом квантовой теории поля Математического института имени В. А. Стеклова, автор работ по истории русской литературы и философии.

## Биография
Родился в семье, принадлежащей к старинному дворянскому роду, включавшему военных и учителей, врачей и учёных. Отец К. М. Поливанов был крупным учёным-электротехником. Дед по материнской линии — выдающийся русский философ Г. Г. Шпет. Младшая сестра — лингвист А. К. Поливанова. Отец филолога Константина Поливанова.
Окончил физический факультет Московского государственного университета имени М. В. Ломоносова (1954). После окончания поступил в аспирантуру к физику-теоретику Н. Н. Боголюбову. Кандидат физико-математических наук (1958); название кандидатской диссертации: «О методе дисперсионных соотношений в применении к взаимодействиям K-мезонов с нуклонами и гиперонами». Доктор физико-математических наук (1968); название докторской диссертации: «Причинная S-матрица и проблема описания взаимодействия в дисперсионном подходе».
С 1962 года — заведующий Отделом квантовой теории поля Математического института имени В. А. Стеклова (преобразован в Отдел теоретической физики в 2002 году). Ответственный секретарь, затем заместитель главного редактора журнала «Теоретическая и математическая физика».
Один из участников (под псевдонимом А. Б.) изданного А. И. Солженицыным за границей сборника «Из-под глыб». Автор воспоминаний о Н. Я. Мандельштам.
Похоронен на Введенском кладбище (11 уч.).

### Семья
- Жена — Анастасия Александровна Баранович-Поливанова (р. 22 февраля 1932, Москва), переводчица, литератор, дочь Марины Казимировны Баранович (1901—1975), переводчицы, антропософки, помощницы Б. Л. Пастернака, свидетеля «Архипелага ГУЛАГа» А. И. Солженицына.
  - Дочь — Марина, психолог.
  - Сын — Константин (род. 1959), литературовед, педагог.
- Сестра — Анна (род. 1945), лингвист.

## Научная деятельность
В своей первой работе привёл упрощённый вывод уравнений Швингера, ставший классическим. В аспирантуре занимался вопросами теории дисперсионных соотношений. Совместно с Н. Н. Боголюбовым и Б. В. Медведевым опубликовал книгу «Вопросы теории дисперсионных соотношений» (1958), в которой в частности был впервые приведён вывод дисперсионных соотношений для рассеяния {\displaystyle \pi }-мезонов на нуклонах и установлены пределы применимости этого вывода. В кандидатской диссертации показал, что техника вывода дисперсионных соотношений не обобщается непосредственно на другие случаи.
В дальнейшем работал над вопросами аксиоматической квантовой теории поля:
- 1973 Проанализировал правила суперотбора в алгебраической аксиоматике теории поля.
- 1973—1974 Дал простое доказательство теоремы Боголюбова — Парасюка о существовании перенормируемых теорий поля.
- конец 1970-х — 1980-х гг. Работал над сформулированной в 1961 году Х. Араки и Д. Рюэлем задачей изучения аналитических свойств многочастичных амплитуд. Используя аксиоматику Н. Н. Боголюбова, дал полное и сравнительно простое доказательство того, что амплитуды с фиксированным числом внешних линий являются граничными значениями одной аналитической функции.

Впоследствии активно занимался вопросами теории интегрируемых систем. Развил теорию рассеяния на сингулярных потенциалах, на основе которой исследовал сингулярные решения уравнения Лиувилля. Работал над теорией (2+1)-мерных интегрируемых уравнений. Развил резольвентный подход к задачам многомерного рассеяния.

### Публикации
1. Список статей Архивная копия от 15 сентября 2007 на Wayback Machine на сайте MathNet.Ru (недоступная ссылка)
2. Направление перемен Архивная копия от 13 мая 2008 на Wayback Machine, Сборник «Из-под глыб» (самиздат).

Книги
1. Н. Н. Боголюбов, Б. В. Медведев, М. К. Поливанов Вопросы теории дисперсионных соотношений. — М.: Физматгиз, 1958.
2. М. К. Поливанов Тайная свобода. — М., Математический институт им. В. А. Стеклова, 2006. 155 с. (издана детьми Поливанова).

Научные статьи
1. М. К. Поливанов. О новом выводе уравнений для функций Грина в квантовой электродинамике // ДАН СССР. — 1955. — Т. 100, № 6. — С. 1061—1063.
2. Н. Н. Боголюбов, Б. В. Медведев, М. К. Поливанов. Условие причинности и аналитическая структура матрицы рассеяния // Труды Третьего Всесоюзного математического съезда. — 1956. — Т. 2. — С. 83—84.
3. Н. Н. Боголюбов, Б. В. Медведев, М. К. Поливанов. Вводная статья // Проблемы современной физики. — 1957. — № 2. Дисперсионные соотношения. — С. 3—12.
4. М. К. Поливанов. Дисперсионные соотношения для рассеяния K-мезонов на нуклонах // ДАН СССР. — 1957. — Т. 116, № 6. — С. 943—945.
5. М. К. Поливанов. Процессы порождения тяжелых мезонов и гиперонов с точки зрения дисперсионных соотношений // ДАН СССР. — 1958. — Т. 118, № 4. — С. 679—682.
6. Н. Н. Боголюбов, Б. В. Медведев, М. К. Поливанов. К вопросу об индефинитной метрике в квантовой теории поля // Науч. докл. высш. шк. Физ.-мат. науки. — 1958. — № 2. — С. 137—142.
7. Б. В. Медведев, М. К. Поливанов. Перенормировка в теории с индефинитной метрикой // Науч. докл. высш. шк. Физ.-мат. науки. — 1958. — № 3. — С. 203—214.
8. Б. В. Медведев, М. К. Поливанов. Об одной классической модели индефинитной метрики // ДАН СССР. — 1958. — Т. 121, № 4. — С. 623—626.
9. Б. В. Медведев, М. К. Поливанов. Спектральное условие как способ перенормировки // ДАН СССР. — 1959. — Т. 127, № 3. — С. 537—540.
10. С. А. Аникин, О. И. Завьялов, М. К. Поливанов. Одно простое доказательство теоремы Боголюбова — Парасюка // ТМФ. — 1973. — Т. 17, № 2. — С. 189—198.